# Снігова королева (фільм, 1986)
Снігова королева (оригінальна назва: Lumikuningatar) — дитячий фентезійний фільм-казка виробництва Фінляндії режисера Пайві Гартцеля, знята 1986 року за однойменною книгою Ганса Крістіана Андерсена, написаною 1844 року.

## Опис сюжету
Пророцтво говорить, що коли зірки північної частини неба народжуюся заново той, хто розбиває чорним мечем лід, який покриває кришталевий зелений камінь з корони темряви, прийде у володіння каменю. Якщо він одягає корону на голову, він стає правителем світу, і ніщо не буде таким же, як раніше. Вода буде перетворюватися на кристали, сонце закриє мороз, місяць повернеться до срібла, а час буде стояти на місці.
На пляжі діти Герда і Кай, граючись серед дюн знаходять музичну скриньку з балериною і трьома золотими ґудзиками. Скриньку отримує Герда, Кай отримує три золотих ґудзики. Вночі Кай зустрічається із Сніжною королевою, яка переносить його на своїх літаючих санях в її царство.  По дорозі вона забирає  у нього три ґудзики, які в результаті починають світитися і так кидає Холод на землю. Наступного ранку Герда сумує через раптове зникнення Кая. Коли вона знаходить на вулиці один з ґудзиків Кая, вона вирішує вирушити на пошуки свого брата.
За допомогою човна вона опиняється у водах одинокої відьми, де Герду, за допомогою зачарованих цукрових сердець, примушують забути свої наміри, щоб самотній брат не залишився один. Герда потрапляє у таємний будинок чаклунки і удає, що відтепер їсть цукрове серце. Вважалось, що всі дівчата, які приходять до царства відьми, повинні були танцювати  і виконувати всі накази або вони перетворюються на троянди на стінах. Втім, вони радять Герді проникнути, поки відьма спить. 
У царстві Сніжної королеви завжди холодно, тому їй  вдалося перетворити Кая на крижаного принца. Вона розповідає льодовому князю, що їй подобається, і просить його розтопити лід, який покриває зелений камінь, і принести їй камінь, який, увінчуючи темряву, поверне йому свою стару силу, перетворивши його на правителя, що може змінити весь світ.
Герда, між тим, продовжує пошуки Кая, і знаходить його другий ґудзик. Він вказує на замок, в якому він повинен жити, як коханий принцеси. Від принцеси вона отримує нову зачіску, сукню і подарунок для Кая, а також кілька чоловіків і коней для її подальшої подорожі. Однак на них нападає зграя розбійників, які викрадають Герду. Подарунки принцеси вона програє злочинцям, але вона знаходить у них третій ґудзик Кая. Коли грабіжники спали, вона викрала літаючий чарівний олень, з яких направилась на північ до крижаного королівства Сніжної королеви.
По дорозі Герда з санами потрапляє в яр, де вони зустрічаються Чарівницею Півночі. Снігова королева розповідає Герді, що колись, коли земля була ще порожньою, а світло і темрява боролися разом, чарівний зелений камінь з корони темряви впав у джерело, де він замерз на лід. Сніжна королева прагне повернути Кристал назад, тому що без нього її влада повільно зменшує себе, а з ним вона буде тривати вічно. Однак вона навіть не може отримати камінь з джерела, тому що вся вода заморозить її, як тільки вона наблизиться. Тому для цього потрібна людина через чиї руки тече тепло. Тому вона і викрала Кая і зробила його льодовим князем.  У визначений час він розіб'є лід чорним мечем. Герда також дізнається, що, якщо Кай одягне венець темряви, він перетвориться на лід. Тоді чарівниця дає їй білий плащ невидимості, і хоробра Герда вирушає до Сніжної королеви.
У потрібний момент Кай разом із Сніговою королевою вирушили до джерела. В цей час з'являється Герда. В розпачі Герда торкається руки Кая, щоб змусити його втекти, але він крижаний, не видає жодних емоцій. Коли відьма нападає на Герду вона кидає два ґудзики Кая, що перетворюються на вогняні кулі за допомогою властивості доброти. Однак це триває недовго і Герда замерзає. Снігова королева робить спроби одягнути корону на голову Кая, але він прокидається через слабкі крики Герди. В цей час третій з його ґудзиків, Герда кладе йому в руки і з допомогою чарівної кнопки Темна корона знищена. Музична скринька буде пізніше закопують в пісок. Пізніше музична скринька також була захована у піску.

## Прем'єрні покази
Прем'єрний показ Снігової королеви відбувся 19 грудня 1986 року у Фінляндії.
3 листопада 1988 року фільм був показаний у кінотеатрах Федеративної Республіки Німеччина. 28 березня 1989 року він був вперше випущений на відеокасетах. 1 січня 1990 року вперше показаний по першій програмі телебачення НДР..

## Актори
- Туула Нюман
- Себастіан Каатрасало
- Оути Вайніонкульма
- Сату Сільвіо
- Еліна Сало

## Оцінка
В Енциклопедії світових фільмів Снігова королева оцінена, як «спроєктована фантазія та вражаюче сфотографований» фільм.